# 2022年世界水泳選手権マダガスカル選手団
2022年世界水泳選手権マダガスカル選手団は、2022年6月18日から7月3日までハンガリーのブダペストで開催された第19回世界水泳選手権のマダガスカル選手団、およびその競技結果。

## 選手団
- 人員: 選手 2人

## 選手名簿・結果
| 選手                     | 種目              | 予選      | 予選 | 準決勝   | 準決勝   | 決勝     | 決勝     |
| 選手                     | 種目              | 結果      | 順位 | 結果     | 順位     | 結果     | 順位     |
| ------------------------ | ----------------- | --------- | ---- | -------- | -------- | -------- | -------- |
| ジョナサン・ラハーヴェル | 男子50m平泳ぎ     | 29秒50    | 43位 | 予選敗退 | 予選敗退 | 予選敗退 | 予選敗退 |
| ジョナサン・ラハーヴェル | 男子100m平泳ぎ    | 1分05秒13 | 50位 | 予選敗退 | 予選敗退 | 予選敗退 | 予選敗退 |
| アンツァ・ラベジャオナ   | 女子50m自由形     | 28秒51    | 59位 | 予選敗退 | 予選敗退 | 予選敗退 | 予選敗退 |
| アンツァ・ラベジャオナ   | 女子50mバタフライ | 29秒87    | 49位 | 予選敗退 | 予選敗退 | 予選敗退 | 予選敗退 |